# Chris White (Cellist)
Chris White (* im 20. Jahrhundert) ist ein US-amerikanischer klassischer und Jazzcellist.

## Leben
White hatte in seiner Kindheit Ukulele-, Gitarren- und Cellounterricht und spielte mit seiner Mutter und seinem Bruder in einem Klaviertrio. Die Schriftstellerin und Journalistin Grace Goulder Izant war seine Großmutter. Er studierte Cello an der University of New Hampshire (Bachelor 1979) und bei Einar Jeff Holm am Ithaca College (Master 1987). Seine weitgehend autodidaktische Beschäftigung als Gitarrist mit der Folk-, Rock- und Jazzmusik führten dazu, dass er sich auch als Cellist der Jazz- und Improvisationsmusik zuwandte.
Seit Mitte der 1980er Jahre tourte er durch die USA, Kanada, Europa und Nordafrika und trat mit Musikern wie Jody Kessler, Joe Crookston, Scott Adams und Javier Ruibal auf. Mit einem eigenen Jazzquartett nahm er 1988 am First World Cello Congress und 1992 am Quinzaine de Montreal teil. 1995 gründete er das jährlich stattfindende New Directions Cello Festival mit den künstlerischen Beratern Ron Carter, David Darling, Yo-Yo Ma, Eugene Friesen und Julian Lloyd Webber, an dem u. a. Erik Friedlander, Matt Brubeck, Mike Block, Akua Dixon, Stephen Katz, Ernst Reijseger, Vincent Ségal, Stephan Braun, Rushad Eggleston, die Band Rasputina, das Turtle Island Quartet, Hank Roberts und Bill Frisell teilnahmen. Als klassischer Cellist ist er seit 1997 Mitglied des Binghamton Philharmonic Orchestra.
Whites erstes Album Cello Again enthält zwischen 1988 und 1997 entstandene Live- und Studioaufnahmen mit Duo-, Quartett- und Quintettformationen. Mit dem Cayuga Jazz Ensemble nahm er 2003 das Album First Principles auf. Mit dem Cloud Chamber Orchestra entstand 2012 die CD Grass. Das Album Song for Rob entstand 2018 in Zusammenarbeit mit spanischen Gitarristen und Singer-Songwritern.
Mehrere Jahre lang begleitete White als Solist Aufführungen des deutschen Stummfilms Das Cabinet des Dr. Caligari am Ithaca College. Ab 2008 begleitete er Filme beim Finger Lakes Environmental Film Festival mit improvisierten Soundtracks mit dem Sänger und Multiinstrumentalisten Peter Dodge und dem Gitarristen und Komponisten Robby Aceto, mit denen er das Cloud Chamber Orchestra bildet. Dieses realisierte Lifeimprovisationen zu sechs Stummfilmen.
White unterrichtet Cello an der The Community School of Music & Arts in Ithaca. Er gibt außerdem Privatunterricht und Improvisationsworkshops für Cellisten. Er veröffentlichte ein Lehrbuch mit einer Reihe von Unterrichts-CDs für Streichinstrumente (Jazz Cello, Jazz Viola und Jazz Violin). Auf der CD First Principles arbeitet er mit eigenen Kompositionen und Kompositionen des Pianisten Eric Hangen. Im Strings Magazine und dem Magazin Down Beat veröffentlichte er Artikel zur Geschichte des Jazzcellos.